# Сент-Пол (Небраска)
Сент-Пол (англ. St. Paul) — місто (англ. city) в США, в окрузі Говард штату Небраска. Населення — 2416 осіб (2020).

## Географія
Сент-Пол розташований за координатами 41°12′50″ пн. ш. 98°27′35″ зх. д. / 41.21389° пн. ш. 98.45972° зх. д. (41.214021, -98.459721).  За даними Бюро перепису населення США в 2010 році місто мало площу 2,88 км², уся площа — суходіл. В 2017 році площа становила 3,07 км², уся площа — суходіл.

## Демографія
Згідно з переписом 2010 року, у місті мешкало 2290 осіб у 989 домогосподарствах у складі 590 родин. Густота населення становила 796 осіб/км².  Було 1093 помешкання (380/км²).
Расовий склад населення:
| - 98,1 % — білих - 0,3 % — чорних або афроамериканців - 0,1 % — корінних американців - 0,1 % — азіатів |

До двох чи більше рас належало 1,3 %. Частка іспаномовних становила 1,4 % від усіх жителів.
За віковим діапазоном населення розподілялося таким чином: 26,0 % — особи молодші 18 років, 52,9 % — особи у віці 18—64 років, 21,1 % — особи у віці 65 років та старші. Медіана віку мешканця становила 40,3 року. На 100 осіб жіночої статі у місті припадало 93,6 чоловіків;  на 100 жінок у віці від 18 років та старших — 87,1 чоловіків також старших 18 років.
Середній дохід на одне домашнє господарство  становив 56 296 доларів США (медіана — 42 283), а середній дохід на одну сім'ю — 72 257 доларів (медіана — 58 750). Медіана доходів становила 43 304 долари для чоловіків та 35 903 долари для жінок. За межею бідності перебувало 12,8 % осіб, у тому числі 14,9 % дітей у віці до 18 років та 11,9 % осіб у віці 65 років та старших.
Цивільне працевлаштоване населення становило 1069 осіб. Основні галузі зайнятості: освіта, охорона здоров'я та соціальна допомога — 27,1 %, виробництво — 19,2 %, роздрібна торгівля — 12,3 %, будівництво — 10,2 %.